# Magma

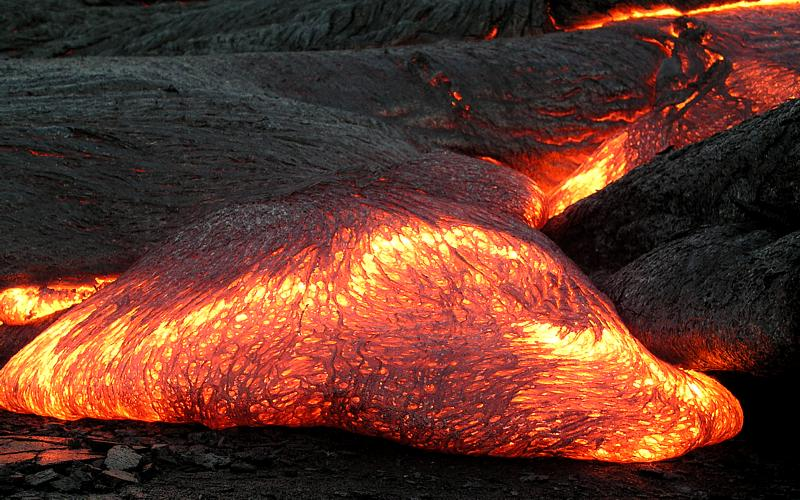
Lavastrom auf Hawaii, das im Vergleich zum Magma ausgetretene Äquivalent der Gesteinsschmelze

Als Magma (sächlich; von altgriechisch μάγμα mágma, deutsch ‚geknetete Masse‘) wird im Untergrund befindliche Gesteinsschmelze bezeichnet. Magma bildet sich durch die Aufschmelzung der Kruste oder des Mantels unter verschiedenen tektonischen Bedingungen, im Falle der Erde vor allem in Subduktionszonen, kontinentalen Grabenbrüchen, mittelozeanischen Rücken und Hotspots.
Aufgrund der Fließfähigkeit, Dichte und Temperatur können Magmen durch die Kruste aufsteigen, sich in Strukturen wie Magmakammern sammeln und durch Vulkanismus an die Oberfläche austreten. Erstarrendes Magma bildet als Gruppe der magmatischen Gesteine bzw. Magmatite eine der drei Gesteinshauptgruppen.
Diese Gruppe der Magmatite unterteilt man in Plutonite, wenn das Magma in der Erdkruste langsam abkühlt und daher größere Kristalle bilden kann, und in Vulkanite, wenn das Magma beim Austritt an die Erdoberfläche (zum Beispiel als Lava oder in Form von Pyroklasten) schneller abkühlt. Zu den Plutoniten zählt zum Beispiel der Granit, zu den Vulkaniten der Basalt.

## Eigenschaften und Klassifikation
Der wichtigste chemische Parameter zur Klassifikation von Magmen ist der SiO2-Gehalt der Gesteinsschmelze, da, mit Ausnahme von den äußerst seltenen carbonatitischen und sulfidischen Magmen, Gesteinsschmelzen mit 40–75 Gewichtsprozent SiO2 silikatisch sind und dieser Siliziumgehalt deren Viskosität (Zähflüssigkeit) kontrolliert. Mit steigendem SiO2-Gehalt von Magmen sinken die Anteile von Magnesium, Calcium und Eisen, dafür steigen die Alkaligehalte und der Aluminium-Gehalt.
| Klassifizierung nach Zusammensetzung | Klassifizierung nach Zusammensetzung      | Klassifizierung nach Zusammensetzung | Klassifizierung nach Zusammensetzung              |
| ------------------------------------ | ----------------------------------------- | ------------------------------------ | ------------------------------------------------- |
| Magmatyp                             | mafische/primitive Magma (früher basisch) | intermediäre Magma                   | hochdifferenzierte/felsische Magma (früher sauer) |
| Farbe der Lava                       | dunkel                                    | mittel                               | hell                                              |
| SiO2-Gehalt                          | < 52 %                                    | 52–66 %                              | > 66 %                                            |
| Viskosität                           | niedrig                                   | mittel                               | hoch                                              |
| Austrittstemperatur                  | 1.050–1.200 °C                            | 900-1.000 °C                         | 700–900 °C                                        |
| Fließgeschwindigkeit                 | hoch: 1–30 m/min                          | gering: < 5 m/min                    | gering: cm/min                                    |
| Lavatyp                              | Pahoehoe- und Aa-Lava                     | mehr Aa-Lava                         | Aa-Lava, Obsidianströme, oft Lavadome             |
| Gestein (Vulkanit/Plutonit)          | Basalt/Gabbro                             | Andesit/Diorit                       | Rhyolith/Granit                                   |

Hierbei gilt jedoch, dass sich aus dem SiO2-Gehalt nicht direkt auf den Entstehungsprozess oder Bildungsort zurückschließen lässt, sondern nur auf die Kristallisationstemperatur und Viskosität. Um Proben einzelnen Vulkanen oder Mechanismen (z. B. Subduktionszonen- und Intraplattenvulkanismus) zuzuordnen, wird dafür gewöhnlich die gesamte Zusammensetzung (inklusive Spurenelemente) betrachtet und ein sogenannter „geochemischer Fingerabdruck“ erstellt.
Die häufig verwendete Einteilung in saure und basische Magmen stammt von dem Begriff Kieselsäure, der oft verallgemeinernd für SiO2 verwendet wird. Da der Säure-Base-Begriff jedoch in der Chemie genau definiert und im Zusammenhang mit Magmen missverständlich ist, wird er durch felsisch (reich an Feldspat und Quarz, hochdifferenziert, hell) und mafisch (reich an Magnesium und Eisen, primitiv, dunkel) ersetzt.

## Viskosität
Die Viskosität (Zähflüssigkeit) ist abhängig von Temperatur und dem Chemismus der Gesteinsschmelze.
Chemisch ist das Verhältnis sogenannter Netzwerkwandler zu Netzwerkbildnern entscheidend. Hohe Gehalte an Netzwerkbildnern wie z. B. SiO2 verursachen eine erhöhte Zähflüssigkeit, während hohe Gehalte an Netzwerkwandlern (v. a. Natrium, Calcium, Kalium-Verbindungen) eine geringe Viskosität verursachen.
Eine höhere Temperatur bringt grundsätzlich geringer viskose Magmen hervor.
Die Viskosität von Magmen entscheidet über die Formen von Vulkanen (Schildvulkan, Schichtvulkan). Während bereits seit längerem bekannt war, dass wie z. B. auf den kanarischen Inseln Schild- in Schichtvulkanismus übergehen kann, zeigen neuere Beobachtungen am Fagradalsfjall-Vulkan auf Island, dass ein Wechsel des Vulkanismus deutlich flexibler vor sich gehen kann, als dies bisher angenommen wurde.

## Entstehung

Schematische Darstellung des Zusammenhangs von Temperaturgradient und Schmelztemperatur des Gesteins hinsichtlich der Entstehung von Magmen in verschiedenen plattentektonischen Szenarien.

Die Entstehung von Magma entzieht sich in der Regel unserer direkten Beobachtung und ist daher noch nicht vollständig verstanden. Es ist bekannt, dass der Erdmantel bis zur Grenze des Erdkerns in mehreren tausend Kilometern Tiefe fest, aber duktil ist. Es findet eine Mantelkonvektion statt. Das Vorkommen flüssiger Schmelzen ist durch Druckentlastung (Mittelozeanischer Rücken), Aufstieg (Mantelplume) oder Subduktion (Zufuhr niedrigschmelzenden Materials) erklärbar, es kommt zu partiellen Gesteinsschmelzen. Das Magma sammelt sich in Magmakammern, da das leichtere Magma durch das schwerere Umgebungsgestein nach oben steigt, dort Hohlräume (welche durch tektonische Aktivität entstehen) auffüllt und durch Aufschmelzen erweitert. Diese Vorgänge spielen sich in teilweise sehr stark unterschiedlichen Zeiträumen ab, einige innerhalb weniger Tage, einige innerhalb von zehntausend bis zu mehreren hunderttausend Jahren.
Die Kristallisation von Magma ist ein komplexer Prozess, bei dem neben der jeweiligen chemischen Zusammensetzung der Ausgangsschmelze die Druckverhältnisse, die Temperatur, der Wassergehalt und das Umgebungsgestein eine Rolle spielen. Dabei kommt es durch magmatische Differentiation und fraktionierte Kristallisation zur Bildung unterschiedlicher Gesteine. Den Aufstieg von Magmen fördernde Elemente sind eine Erhöhung der Temperatur, eine Druckentlastung und/oder das Vorhandensein fluider Phasen (H2O, CO2). Auch die geringere Dichte der Magmen trägt zu ihrem Aufstieg bei.
Gestein wird in geologisch besonders aktiven Bereichen aufgeschmolzen, so entsteht Magma am Mittelozeanischen Rücken, an Subduktionszonen durch die von der subduzierten Platte zugeführten Fluide und den damit herabgesetzten Schmelzpunkt des oberen Mantels, und Manteldiapire führen zu Temperaturerhöhung.
Mittelozeanische Rücken und Subduktionszonen sind Phänomene der Plattentektonik und kennzeichnen auseinanderdriftende oder zusammenstoßende Lithosphärenplatten. An den Mittelozeanischen Rücken werden die Platten auseinandergerissen und es entstehen Gräben und Spalten, in die Schmelzen aus dem oberen Mantel aufsteigen, meist in der Form basaltischer Laven. In Subduktionszonen wird Material der Lithosphäre durch die abtauchende Platte in das Erdinnere befördert. Mit dem Material der abtauchenden Platte werden auch Fluide wie Wasser und Kohlenstoffdioxid transportiert. Fluide setzen die Solidustemperatur des Gesteins herab und führen zu partiellem Aufschmelzen des umgebenden Materials. Manteldiapire oder Plumes sind schmale Säulen aufgeschmolzenen Materials, deren Wurzeln in großen Tiefen des Erdmantels liegen. Diese Diapire oder Hot Spots treten auch weit entfernt von Plattengrenzen auf und führen dann häufig zur Entstehung von Intraplattenvulkanen.